# تحلیل مش
مش ساده‌ترین حلقه‌ای است که شاخه‌ای درون آن نباشد؛ از همین‌رو مش، فقط در مدارهای مسطح (یعنی مدارهایی که روی کاغذ بتوان رسم کرد بدون اینکه شاخه‌ها یکدیگر را قطع کنند مگر در گره‌ها) تعریف می‌شود.

## مراحل تحلیل مش
1. تبدیل منابع جریان به ولتاژ، در صورت امکان.
2. شماره‌گذاری مش‌ها؛ و تعیین جهت ساعت‌گرد برای جریان آنها[۲]
3. جریان شاخهٔ هر مش هم جهت همان مش و هم‌اندازهٔ آن است و برای شاخه‌های مشترک بین دو مش برابر تفاضل آنهاست.[۳]
4. نوشتن KVL (قانون ولتاژ کیرشهف) در تمام مش‌ها و برحسب جریان مش‌ها. در صورتی که یک منبع جریان مستقل یا وابسته بین دو مش وجود داشته باشد در این دو مش نمی‌توان قانون ولتاژ کیرشهف را نوشت زیرا ولتاژ منبع جریان نامعلوم است. در نتیجه دو معادله از دست می‌رود. راه حل این است که یک مش مرکب که از دو مش مذکور تشکیل شده در نظر بگیریم و قانون ولتاژ کیرشهف را برای آن مش مرکب بنویسیم. به این ترتیب یکی از دو معادله از دست رفته به دست می‌آید. معادله دیگر نیز با استفاده از رابطه منبع جریان به دست می‌آید.[۴]
5. به این ترتیب یک دستگاه معادله خطی بدست می‌آید که به راحتی قابل حل است.

مش‌ها با شماره‌های ۱ تا ۳ مشخص شده‌اند. مقادیر اجزای این مدار با استفاده از تبدیل لاپلاس مشخص شده‌اند.

همان مدار که جهت مش‌ها به صورت ساعت‌گرد مشخص شده‌است. جریان مش‌ها ۱، ۲ و ۳ نام گذاری شده‌اند.

{\displaystyle {\begin{cases}{\text{Mesh 1: }}I_{1}=I_{s}\\{\text{Mesh 2: }}-V_{s}+R_{1}(I_{2}-I_{1})+{\frac {1}{sc}}(I_{2}-I_{3})=0\\{\text{Mesh 3: }}{\frac {1}{sc}}(I_{3}-I_{2})+R_{2}(I_{3}-I_{1})+LsI_{3}=0\\\end{cases}}\,}